# France Cartes
France Cartes Cartamundi ist ein Hersteller von Spielkarten und Spielen mit Sitz in Saint-Max in Frankreich. Das Unternehmen brachte 1946 die Spielkartenmarke Ducale auf den Markt und wurde 1962 nach der Übernahme des Konkurrenten Grimaud zum größten Spielkartenhersteller Frankreichs. Weitere von France Cartes vertriebene Marken sind Shuffle, Carta Magic, Grimaud Cartomancie und Éditions Dusserre. France Cartes wurde 2014 von Cartamundi übernommen.

## Übersicht
Das Unternehmen entwickelt außerdem Kartenspiele für Werbe- und Marketingzwecke sowie personalisierte Karten. Es arbeitet sowohl für Verlage als auch für große Marken. France Cartes ist Mitglied der l’Association des Créateurs et Fabricants de Jouets Français und Inhaber des Entreprise du Patrimoine Vivant für die Exzellenz seines handwerklichen und industriellen Know-hows.

## Produkte
France Cartes Cartamundi ist auf die Herstellung und Gestaltung von Karten spezialisiert:
- Traditionelle Kartenspiele (Krieg, Rommé, Bridge, Französisches Tarot, Poker, Belote usw.)
- Lernkartenspiele
- Brettspiele für Kinder und Familien
- Zauberkartenspiele
- Traditionelle Spiele
- Kartenspiele
- Sammelkarten und Aufkleber

## Geschichte
Die Geschichte der France Cartes Gruppe beginnt mit Baptiste-Paul Grimaud, der 1848 die 1750 in Paris gegründete Werkstatt des Kartenmachermeisters Arnould kaufte, das seinerseits wurde 1750 in Paris gegründet wurde. 1946 gründete Jean-Marie Simon die Marke Ducale in Nancy und übernahm 1962 die Firma Grimaud, die er jetzt als France Cartes zur Nummer eins Kartenhersteller in Frankreich brachte. 1989 übernahm Yves Weisbuch das Unternehmen, das er seit 1962 als Vertriebsleiter aufgebaut hatte. Mit der Übernahme von Héron im Jahr 1994 wurde France Cartes zur Groupe France Cartes. In der Folgezeit erfolgten weitere Akquisitionen, wie 2003 die von Editions Dusserre, spezialisiert auf historische Karten. Im Rahmen ihrer internationalen Expansion übernahm die Cartamundi-Gruppe 2014 France Cartes und bietet dem französischen Markt nun ein breiteres und umfassenderes Sortiment an Karten und Spielzubehör, aber auch ein Monopol.

## Grimaud, Meisterkartenmacher seit 1848
Die Qualität der Spielkarten ist das Ergebnis überlieferten Wissens und spiegelt sich in klarer Grafik, geschmeidigem Griff, optimalem Gleiten, perfekter Opazität, abgerundeten Ecken, doppelköpfigem Design und an die Spielart angepassten Formaten wider.
Dank der Ansprüche eines Meisterkartenmachers konnte Grimaud über einen Zeitraum von 170 Jahren eine Reihe von Kartenspielen für gesellige Anlässe und Turniere entwickeln. Anlässlich des 170. Geburtstags von Grimaud arbeitete das Unternehmen mit dem französischen Fußballverband zusammen, um die französische Mannschaft während der FIFA-Fußball-Weltmeisterschaft zu unterstützen.
Eigens für dieses Ereignis wurden zwei Packungen mit je 54 Karten entworfen: eine klassische Sammlerpackung in den Farben der „Blauen“ (Index, Format und französische Porträts) und eine Packung mit Abbildungen der Spieler (Index, Format und französische Fußballspieler).

## Auswahl an Brettspielen
Folgende Produkte von France Cartes gibt es:
- Cartatoto, 1996
- Color Addict, 2008
- Jack le Pirat
- Mikamo
- Big Bug Panic
- MimiQ macht die schöne Grimasse
- Shuffle GO
- Grimaud Junior, 2017
- Spielkartenserie „Origine“ (2018)
- Spielkartenserie „Expert“ (2018)
- Offizielle Spielkarten der französischen Fußballnationalmannschaft (2018)